# Dayuma
Dayuma ist eine Ortschaft und eine Parroquia rural („ländliches Kirchspiel“) im Kanton Francisco de Orellana der ecuadorianischen Provinz Orellana. Die Parroquia Dayuma besitzt eine Fläche von 1237 km². Die Einwohnerzahl lag im Jahr 2010 bei 6298. Die Parroquia wurde am 16. Juni 1990 gegründet.

## Lage
Die Parroquia Dayuma liegt im Amazonastiefland südzentral in der Provinz Orellana. Im Südosten wird das Gebiet vom Río Tivacuno begrenzt. Der Río Tiputini durchquert das Areal in überwiegend östlicher Richtung. Im Nordosten wird das Areal vom Río Indillana begrenzt. Der Hauptort ist Dayuma, 25 km südsüdöstlich der Provinzhauptstadt Puerto Francisco de Orellana. Von dieser führt eine etwa 39 km lange Straße nach Dayuma.
Die Parroquia Dayuma grenzt im Nordosten und im Osten an die Parroquia Alejandro Labaka, im Süden an die Parroquia Inés Arango, im Westen an die Parroquia La Belleza, im Nordwesten an die Parroquia García Moreno sowie im Norden an die Parroquias El Dorado und Taracoa.

## Ökologie
Der äußerste Osten der Parroquia mit einer Fläche von 84,85 km² liegt innerhalb des Nationalparks Yasuní.